# Corinna Westová
Corinna Westová (roz. Brozová) (* 13. března 1974) je bývalá americká zápasnice – judistka.

## Sportovní kariéra
S judem začala v 11 letech v Kansas City v klubu Welcome Mat pod vedením Steva Scotta. Vrcholově se připravovala v Colorado Springs v olympijském tréninkovém centru. V americké ženské judistické reprezentaci se pohybovala od roku 1993 v lehké váze do 56 kg. Do této váhy obtížně shazovala. V roce 1996 však uspěla v americké olympijské kvalifikaci na domácí olympijské hry v Atlantě, když ve finále porazila Lynn Roethkeovou. Před olympijskými hrami se stihla vdát za dlouholetého přítele Billa, do Atlanty si však formu nepřivezla. Vypadla v úvodním kole na ippon technikou o-soto-gari s Číňankou Liou Čchuang.
Od roku 1997 startovala ve vyšší polostřední váze do 63 kg, ve které se však neprosazovala. Trenéři ji v médiích popisovali jako ambiciózní a velice horlivou sportovkyni, která trávila hodiny v posilovně zvedáním činek. Snad tyto její povahové vlastnosti s nesplněním vlastního očekávání u ní vedly k návštěvám psychiatrů. Ti u ní diagnostikovali schizofrenii a další duševní poruchy, se kterými bojuje jako blogerka, youtuberka a influencerka.

## Výsledky
| Turnaj                  | 1992       | 1993       | 1994       | 1995       | 1996       |
| Turnaj                  | 18         | 19         | 20         | 21         | 22         |
| Turnaj                  | lehká váha | lehká váha | lehká váha | lehká váha | lehká váha |
| ----------------------- | ---------- | ---------- | ---------- | ---------- | ---------- |
| Olympijské hry          | —          |            |            |            | úč.        |
| Mistrovství světa       |            | úč.        |            | úč.        |            |
| Panamerické hry         |            |            |            | 2.         |            |
| Panamerické mistrovství | —          |            | ?          |            | —          |
| MS juniorů              | úč         |            |            |            |            |